# Upeneichthys
Upeneichthys – rodzaj ryb z rodziny barwenowatych.

## Klasyfikacja
Gatunki zaliczane do tego rodzaju:
- Upeneichthys lineatus
- Upeneichthys porosus
- Upeneichthys stotti
- Upeneichthys vlamingii